# The Venus Model
The Venus Model (em Portugal, Um Modelo Perfeito) é um filme mudo norte-americano de 1918, do gênero comédia romântica, estrelado por Mabel Normand e dirigido por Clarence G. Badger.

## Elenco
- Mabel Normand ... Kitty O'Brien
- Rod La Rocque ... Paul Braddock
- Alec B. Francis ... John Braddock
- Alfred Hickman ... Nathan Bergman
- Edward Elkas ... Briggs
- Edward Boulden ... Bagley
- Albert Hackett ... Garoto
- Una Trevelyn ... Hattie Fanshawe
- Nadia Gary ... 'Dimples' Briggs